# Bombardier Learjet 550 2009
Bombardier Learjet 550 2009 var ett race som var den sjätte deltävlingen i IndyCar Series 2009. Racet kördes den 6 juni på Texas Motor Speedway. Hélio Castroneves tog sin andra seger för säsongen, och närmade sig åter toppen av mästerskapet. Ryan Briscoe ledde överlägset när en gulflagg kom ut mot slutet, och för att göra det värre för Briscoe kunde Castroneves ta sig förbi i samband med depåstoppet. Han såg de sista tio minuterna av racet som de mest frustrerande i hans karriär, då han var snabbare, men inte kunde ta sig förbi. Briscoe gick upp i mästerskapsledning, men den tidigare ledaren Scott Dixon låg bara enstaka poäng bakom. Dario Franchitti låg trea i mästerskapet, efter att ha blivit femma i tävlingen.

## Slutresultat
| Plats | Förare            | Team                     | Grid | Snitt  |
| ----- | ----------------- | ------------------------ | ---- | ------ |
| 1     | Hélio Castroneves | Team Penske              | 4    | 24,450 |
| 2     | Ryan Briscoe      | Team Penske              | 2    | 24,429 |
| 3     | Scott Dixon       | Chip Ganassi Racing      | 3    | 24,442 |
| 4     | Danica Patrick    | Andretti Green Racing    | 5    | 24,484 |
| 5     | Dario Franchitti  | Chip Ganassi Racing      | 1    | 24,418 |
| 6     | Marco Andretti    | Andretti Green Racing    | 8    | 24,529 |
| 7     | Dan Wheldon       | Panther Racing           | 7    | 24,522 |
| 8     | Tony Kanaan       | Andretti Green Racing    | 16   | 24,694 |
| 9     | Ed Carpenter      | Vision Racing            | 10   | 24,541 |
| 10    | Mário Moraes      | KV Racing Technology     | 6    | 24,509 |
| 11    | Robert Doornbos   | Newman/Haas Racing       | 9    | 24,536 |
| 12    | Raphael Matos     | Luczo Dragon Racing      | 15   | 24,691 |
| 13    | Tomas Scheckter   | Dreyer & Reinbold Racing | 18   | 24,737 |
| 14    | Alex Tagliani     | Conquest Racing          | 13   | 24,571 |
| 15    | Justin Wilson     | Dale Coyne Racing        | 17   | 24,705 |
| 16    | Ryan Hunter-Reay  | Vision Racing            | 23   | 24,879 |
| 17    | Sarah Fisher      | Sarah Fisher Racing      | 14   | 24,643 |
| 18    | Jaques Lazier     | 3G Racing                | 24   | 25,022 |
| 19    | Mike Conway       | Dreyer & Reinbold Racing | 19   | 24,744 |
| 20    | A.J. Foyt IV      | A.J. Foyt Enterprises    | 22   | 24,771 |
| 21    | Hideki Mutoh      | Andretti Green Racing    | 11   | 24,553 |
| 22    | Graham Rahal      | Newman/Haas Racing       | 12   | 24,571 |
| 23    | Milka Duno        | Dreyer & Reinbold Racing | 20   | 24,754 |
| 24    | Ernesto Viso      | HVM Racing               | 21   | 24,759 |